# Apertuur

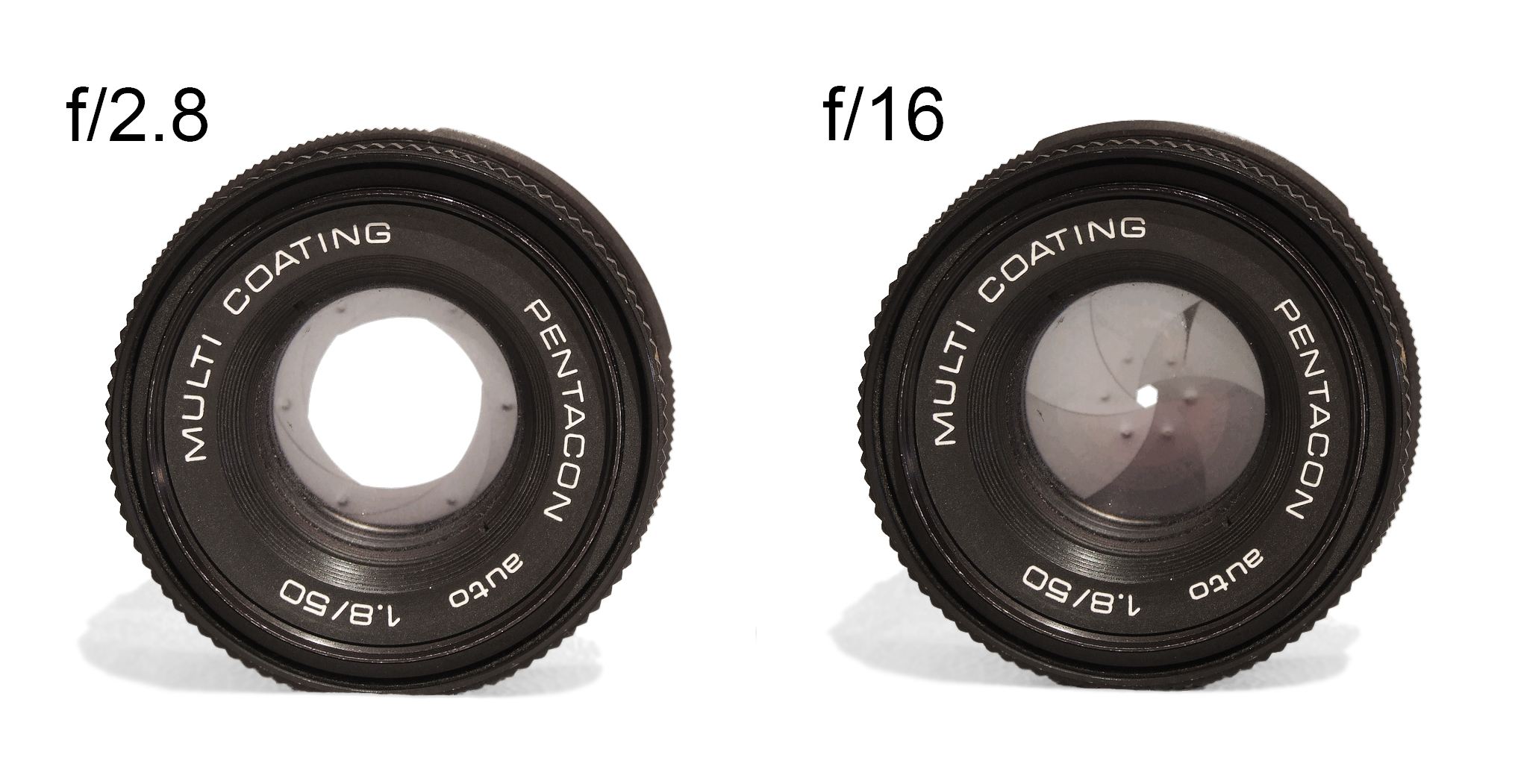
Verschil in apertuur bij fotografische objectieven:
- links een apertuur van f/2,8
- rechts een apertuur van f/16

Apertuur komt van het Latijnse apertura en betekent letterlijk opening. Meer bepaald slaat het begrip op de (effectieve) diameter van een ontvanger van elektromagnetische straling. Nog nauwkeuriger gedefinieerd is het de diameter van de intreepupil van de ontvanger.

## Fotografie
Vooral in de fotografie drukt men de apertuur van een objectief dikwijls uit met het diafragmagetal. Dit is dan de verhouding van de effectieve diameter tot de brandpuntsafstand. Een apertuur van f/5 betekent dan dat deze één vijfde van de brandpuntsafstand bedraagt. Door deze schrijfwijze is in het Engelse taalgebied de term F-number ontstaan, die in het Nederlands ook wel F-getal wordt genoemd.

## Microscopen
De apertuur van een microscoop wordt doorgaans uitgedrukt door de numerieke apertuur, symbool AN. Dit is de brekingsindex van het medium tussen object en objectief maal de sinus van de halve openingshoek. De brekingsindex is meestal 1 omdat lucht als medium toegepast wordt. Alleen voor immersieobjectieven wordt een druppel olie of water toegepast en moet dus de overeenkomstige brekingsindex in rekening gebracht worden. AN = 0,5 betekent dan dat de halve openingshoek 30 graden bedraagt want sin(30°) = 0,5.

## Telescopen
De apertuur van een telescoop (optische telescoop of radiotelescoop) wordt doorgaans gewoon in lengte-eenheden uitgedrukt. De apertuur heeft uiteraard invloed op de hoeveelheid elektromagnetische straling die invalt en bepaalt dus de zwakste objecten die nog zichtbaar zijn. De apertuur bepaalt ook het oplossend vermogen, dus de kleinste objecten die nog zichtbaar zijn. Met synthetische apertuur bedoelt men de werkzame apertuur van een stel telescopen, die interferometrisch met elkaar gekoppeld zijn en zich dus gedragen alsof ze één grote telescoop waren. Vooral bij radiotelescopen is dit een gebruikelijke methode. In plaats van één reusachtige radiotelescoop zet men een aantal kleinere gekoppeld in lijn- of kruisvorm.
Speciaal bij spiegeltelescopen kan dit vooral bij leken tot misverstanden leiden. Daar de meeste spiegeltelescopen ten minste één hulpspiegel hebben die een deel van de invallende straling tegenhoudt, wordt de lichtsterkte hier niet alleen bepaald door de diameter van de hoofdspiegel, maar dient men deze te corrigeren voor het lichtverlies ten gevolge van de hulpspiegel die „in de weg” zit. Bij telescopen wordt echter vaak met lange belichtingstijden gewerkt. Immers de beweging van de hemellichamen is nauwkeurig bekend en de telescoop kan deze zodanig volgen dat het beeld stilstaat. Enig lichtverlies ten gevolge van de hulpspiegel kan dus gecompenseerd worden door een langere belichtingstijd.
Daarom worden bij telescopen wel twee diameters opgegeven. De ene slaat dan op de hele hoofdspiegel, en de andere op een denkbeeldige cirkel waarvan het oppervlak gelijk is aan het effectief gebruikte oppervlak van de spiegel. Ook wordt vaak alleen de diameter van de hoofdspiegel opgegeven, omdat deze, zoals gezegd, het scheidend vermogen bepaalt, en dat is voor astronomen in de praktijk veel belangrijker.